# Vicente Palacio González
Vicente Palacio González (Gijón, Asturias, España, 1900-Madrid, España, 7 de diciembre de 1936) fue un futbolista español que jugaba como delantero. Fue el autor del primer gol en la Liga del Club Atlético de Madrid.

## Biografía
En 1929 se retiró de la actividad de la actividad deportiva y regentó una tienda de frutas y verduras en el madrileño barrio de Chamberí, ciudad en la que falleció en agosto de 1936, al comienzo de la Guerra Civil.

## Trayectoria

### Real Sporting de Gijón
En 1918 se incorporó como jugador al Real Sporting de Gijón, en una época en la que el fútbol aún no era un deporte profesional en España. En el conjunto asturiano permaneció hasta 1924 y disputó un total de cuarenta y cuatro partidos —repartidos entre el Campeonato Regional de Asturias y la Copa del Rey— en los que anotó veintidós goles. En aquellos años formó parte, asimismo, de la selección asturiana que ganó la final de la Copa del Príncipe en 1923.

### Athletic Club de Madrid
En 1924, Palacio se trasladó a Madrid por motivos laborales y fichó por el Athletic Club de Madrid. En el equipo madrileño militó durante cinco campañas, la última de las cuales fue la del inicio de la competición de Liga en España, la 1928-29, en la que consiguió ser el autor del primer gol del Atlético en la Primera División. Fue el 10 de febrero de 1929 en el minuto 14 de un partido disputado ante el Arenas de Guecho en el estadio de Ibaiondo correspondiente a la primera jornada de Liga, que finalizó con la victoria madrileña por 2-3. En el Atlético jugó un total de cuarenta y dos partidos: dos en la Liga, veintiuno en la Copa del Rey y diecinueve en el Campeonato Regional Centro.

## Clubes
| Club                    | País   | Año       |
| ----------------------- | ------ | --------- |
| Real Sporting de Gijón  | España | 1918-1924 |
| Athletic Club de Madrid | España | 1924-1929 |